# Stimmkreis Traunstein
Der Stimmkreis Traunstein (Stimmkreis 130) ist ein Stimmkreis in Oberbayern. Er umfasst die große Kreisstadt Traunstein, die Städte Traunreut und Trostberg sowie die Gemeinden Altenmarkt a.d.Alz, Bergen, Chieming, Engelsberg, Grabenstätt, Grassau, Inzell, Kienberg, Marquartstein, Nußdorf, Obing, Palling, Pittenhart, Reit im Winkl, Ruhpolding, Schleching, Schnaitsee, Seeon-Seebruck, Siegsdorf, Staudach-Egerndach, Surberg, Tacherting, Übersee, Unterwössen und Vachendorf des Landkreises Traunstein. Wahlberechtigt waren bei der Landtagswahl vom 14. Oktober 2018 insgesamt 113.089 Einwohner.

## Landtagswahl 2023
Zur Landtagswahl 2023 traten folgende Parteien und Direktkandidaten im Stimmkreis Traunstein an und erzielten folgende Ergebnisse:
| Nr. | Direktkandidat      | Partei           | Erststimmen in % | Gesamtstimmen in % |
| --- | ------------------- | ---------------- | ---------------- | ------------------ |
| 1   | Konrad Baur         | CSU              | 34,3             | 36,1               |
| 2   | Gisela Sengl        | GRÜNE            | 13,8             | 13,5               |
| 3   | Martin Brunnhuber   | Freie Wähler     | 20,4             | 19,8               |
| 4   | Andreas Füssel      | AfD              | 13,1             | 13,1               |
| 5   | Sepp Parzinger      | SPD              | 7,4              | 6,9                |
| 6   | Walter Buggisch     | FDP              | 2,3              | 2,2                |
| 7   | Denis HoII          | LINKE            | 1,3              | 1,3                |
| 8   | Franz Pletschacher  | BP               | 2,6              | 2,2                |
| 9   | Wolfgang Königbauer | ÖDP              | 1,6              | 1,5                |
| 10  | Josua Eilers-Gurk   | Die PARTEI       | 0,6              | 0,6                |
| 11  | Manfred Reithmayer  | Tierschutzpartei | 0,9              | 1,0                |
| 12  | Benedikt Wieden     | V-Partei³        | 0,2              | 0,2                |
| 13  | -                   | PdH              | -                | 0,1                |
| 14  | Martin Hartmann     | dieBasis         | 1,4              | 1,4                |
| 15  | -                   | Volt             | -                | 0,2                |

## Landtagswahl 2018
Die Landtagswahl 2018 hatte folgendes Ergebnis:
| Direktkandidat     | Partei               | Erststimmen in % | Gesamtstimmen in % | Veränderung der Gesamtstimmen im Vergleich zur Landtagswahl 2013 in % |
| ------------------ | -------------------- | ---------------- | ------------------ | --------------------------------------------------------------------- |
| Klaus Steiner      | CSU                  | 36,5             | 39,3               | - 14,7                                                                |
| Sepp Parzinger     | SPD                  | 8,2              | 7,8                | - 7,4                                                                 |
| Lothar Seissiger   | Freie Wähler         | 11,9             | 10,8               | + 3,3                                                                 |
| Gisela Sengl       | GRÜNE                | 19,3             | 18,4               | + 7,6                                                                 |
| Walter Buggisch    | FDP                  | 3,8              | 3,7                | + 1,4                                                                 |
| Michael Reiter     | LINKE                | 2,8              | 2,7                | + 1,0                                                                 |
| Sven Kriesche      | ÖDP                  | 1,0              | 1,1                | - 0,5                                                                 |
| Markus Schupfner   | BP                   | 5,5              | 5,1                | + 0,9                                                                 |
| Markus Plenk       | AfD                  | 9,5              | 9,1                | + 9,1                                                                 |
| -                  | LKR                  | -                | 0,0                | -                                                                     |
| Sabrina Teifel     | mut                  | 0,5              | 0,5                | + 0,5                                                                 |
| -                  | Die Humanisten       | -                | 0,0                | -                                                                     |
| -                  | Die Partei           | -                | 0,2                | + 0,2                                                                 |
| -                  | Gesundheitsforschung | -                | 0,1                | + 0,1                                                                 |
| Manfred Riethmayer | Tierschutzpartei     | 1,0              | 1,0                | + 1,0                                                                 |
| -                  | V-Partei³            | -                | 0,1                | + 0,1                                                                 |

Neben dem direkt gewählten Stimmkreisabgeordneten Klaus Steiner (CSU) wurden die Direktkandidaten der Grünen, Gisela Sengl, und der AfD, Markus Plenk, über die jeweiligen Bezirkslisten ihrer Parteien in den Landtag gewählt. Plenk trat im April 2019 aus der AfD aus und ist seither fraktionslos.

## Landtagswahl 2013
Wahlberechtigt waren in diesem Stimmkreis bei der Landtagswahl vom 15. September 2013 insgesamt 112.260 Einwohner.
Die Landtagswahl 2013 hatte folgendes Ergebnis:
| Direktkandidat     | Partei       | Erststimmen in % | Gesamtstimmen in % | Veränderung der Gesamtstimmen im Vergleich zur Landtagswahl 2008 in % |
| ------------------ | ------------ | ---------------- | ------------------ | --------------------------------------------------------------------- |
| Klaus Steiner      | CSU          | 50,6             | 54,0               | + 10,4                                                                |
| Dirk Reichenau     | SPD          | 12,9             | 15,2               | + 1,1                                                                 |
| Lothar Seissiger   | Freie Wähler | 9,9              | 7,5                | + 0,0                                                                 |
| Gisela Sengl       | GRÜNE        | 12,8             | 10,8               | - 6,0                                                                 |
| Walter Buggisch    | FDP          | 2,3              | 2,3                | - 4,0                                                                 |
| Manfred Dannhorn   | LINKE        | 1,8              | 1,7                | - 1,7                                                                 |
| Helmut Kauer       | ÖDP          | 1,6              | 1,6                | - 0,2                                                                 |
| Manfred Strobl     | REP          | 1,1              | 0,9                | - 0,1                                                                 |
| Alfons Baumgartner | BP           | 5,1              | 4,2                | + 0,3                                                                 |
| -                  | BüSo         | -                | 0,1                | + 0,1                                                                 |
| -                  | Die Freiheit | -                | 0,1                | n.k.                                                                  |
| Johannes Schmidt   | PIRATEN      | 1,9              | 1,7                | n.k.                                                                  |

## Landtagswahl 2008
Die Landtagswahl 2008 hatte folgendes Ergebnis:
| Direktkandidat              | Partei                | Erststimmen in % | Gesamtstimmen in % | Veränderung der Gesamtstimmen im Vergleich zur Landtagswahl 2003 in % |
| --------------------------- | --------------------- | ---------------- | ------------------ | --------------------------------------------------------------------- |
| Klaus Steiner               | CSU                   | 44,7             | 43,6               | - 25,0                                                                |
| Franz Gnadl                 | SPD                   | 15,2             | 14,1               | + 0,1                                                                 |
| Sabine Ponath               | Bündnis 90/Die Grünen | 12,8             | 16,8               | + 8,1                                                                 |
| Andreas Danzer              | Freie Wähler          | 8,3              | 7,5                | + 7,1                                                                 |
| Alfred Pecha                | FDP                   | 6,2              | 6,3                | + 4,0                                                                 |
| Manfred Strobl              | REP                   | 1,1              | 1,0                | - 0,5                                                                 |
| Renate Jodelsberger-Schrott | ödp                   | 2,0              | 1,8                | + 0,1                                                                 |
| Alfons Baumgartner          | BP                    | 4,4              | 3,9                | + 1,5                                                                 |
| -                           | BüSo                  | -                | 0,0                | - 0,2                                                                 |
| Peter Kurz                  | LINKE                 | 3,6              | 3,4                | + 3,4                                                                 |
| Elke Zeiss                  | VIOLETTE              | 0,5              | 0,5                | + 0,5                                                                 |
| Manfred van Gorkom          | NPD                   | 1,1              | 1,1                | + 1,1                                                                 |

## Landtagswahl 2003
Die Landtagswahl 2003 hatte folgendes Ergebnis:
| WV-Nr. | Partei       | Direktkandidat          | Erststimmen in % | Zweitstimmen in % |
| ------ | ------------ | ----------------------- | ---------------- | ----------------- |
| 1      | CSU          | Alois Glück             | 69,08            | 68,17             |
| 2      | SPD          | Dirk Reichenau          | 13,02            | 15,01             |
| 3      | GRÜNE        | Willi Geistanger        | 9,20             | 8,22              |
| 4      | Freie Wähler | -                       | -                | 0,91              |
| 5      | REP          | Wolfgang Wengle         | 1,55             | 1,42              |
| 6      | ödp          | Helmut Kauer            | 1,72             | 1,67              |
| 7      | FDP          | Ernst-Christoph Weindel | 2,53             | 1,91              |
| 8      | BP           | Alois Fischer           | 2,59             | 2,17              |
| 9      | PBC          | -                       | -                | 0,25              |
| 10     | AUFBRUCH     | -                       | -                | 0,12              |
| 11     | BB           | -                       | -                | 0,03              |
| 12     | BüSo         | Alois Krumbachner       | 0,29             | 0,13              |